# 577 Rhea
577 Rhea è un asteroide della fascia principale del diametro medio di circa 39,53 km. Scoperto nel 1905, presenta un'orbita caratterizzata da un semiasse maggiore pari a 3,1127894 UA e da un'eccentricità di 0,1531510, inclinata di 5,30079° rispetto all'eclittica.
Il suo nome è in onore di Rea, titanide della mitologia greca figlia di Urano e Gea.